# Лаваса
Лаваса (Маратхі: लवासा, Lavāsā) — планове місто в штаті Махараштра, округ Пуне, знаходиться у Західних Гатах, є одним з індійських курортів, гірська станція. Курорт будується за подобою італійського міста Портофіно.

## Галерея

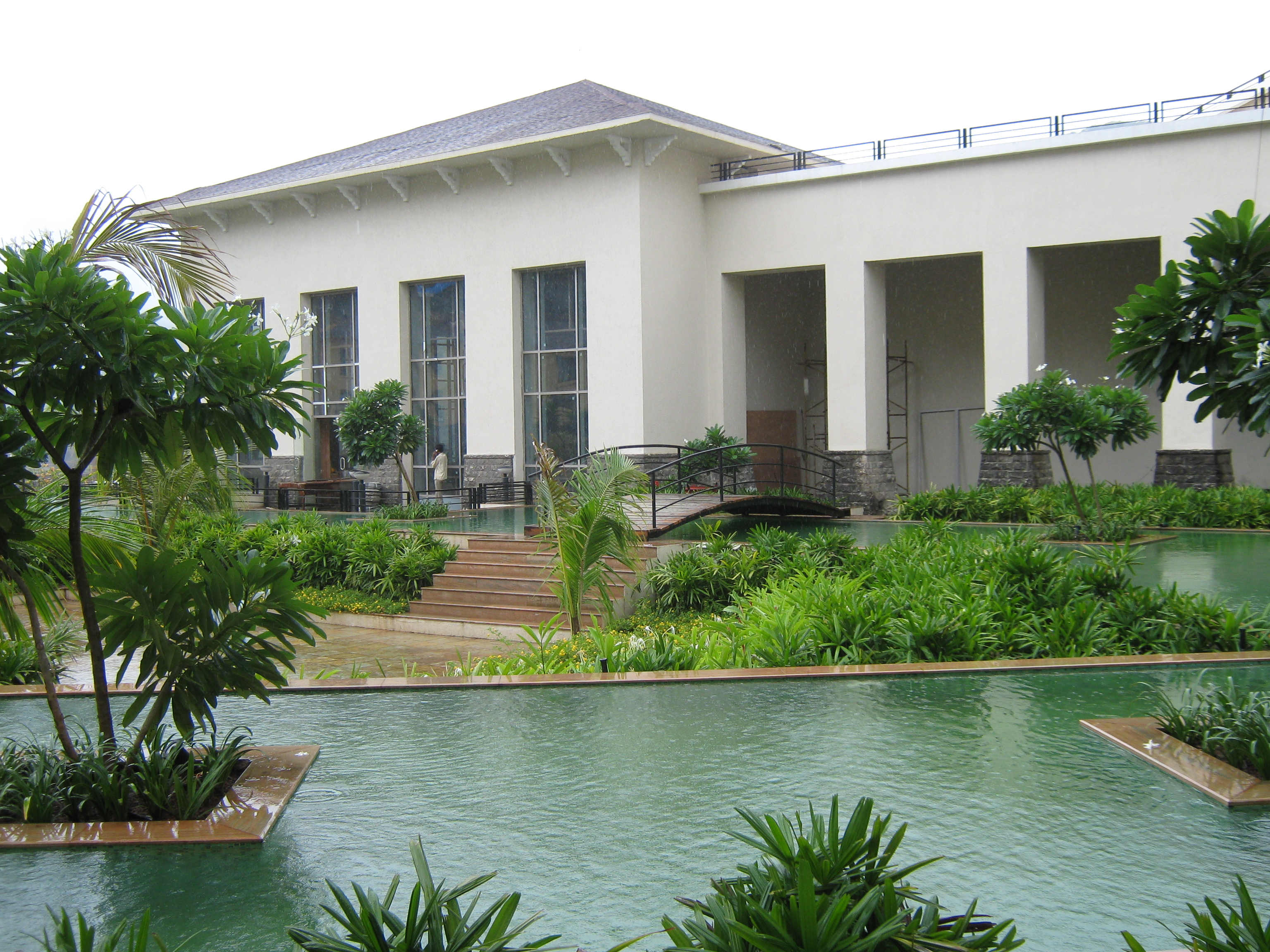
Готель «Фортуна»
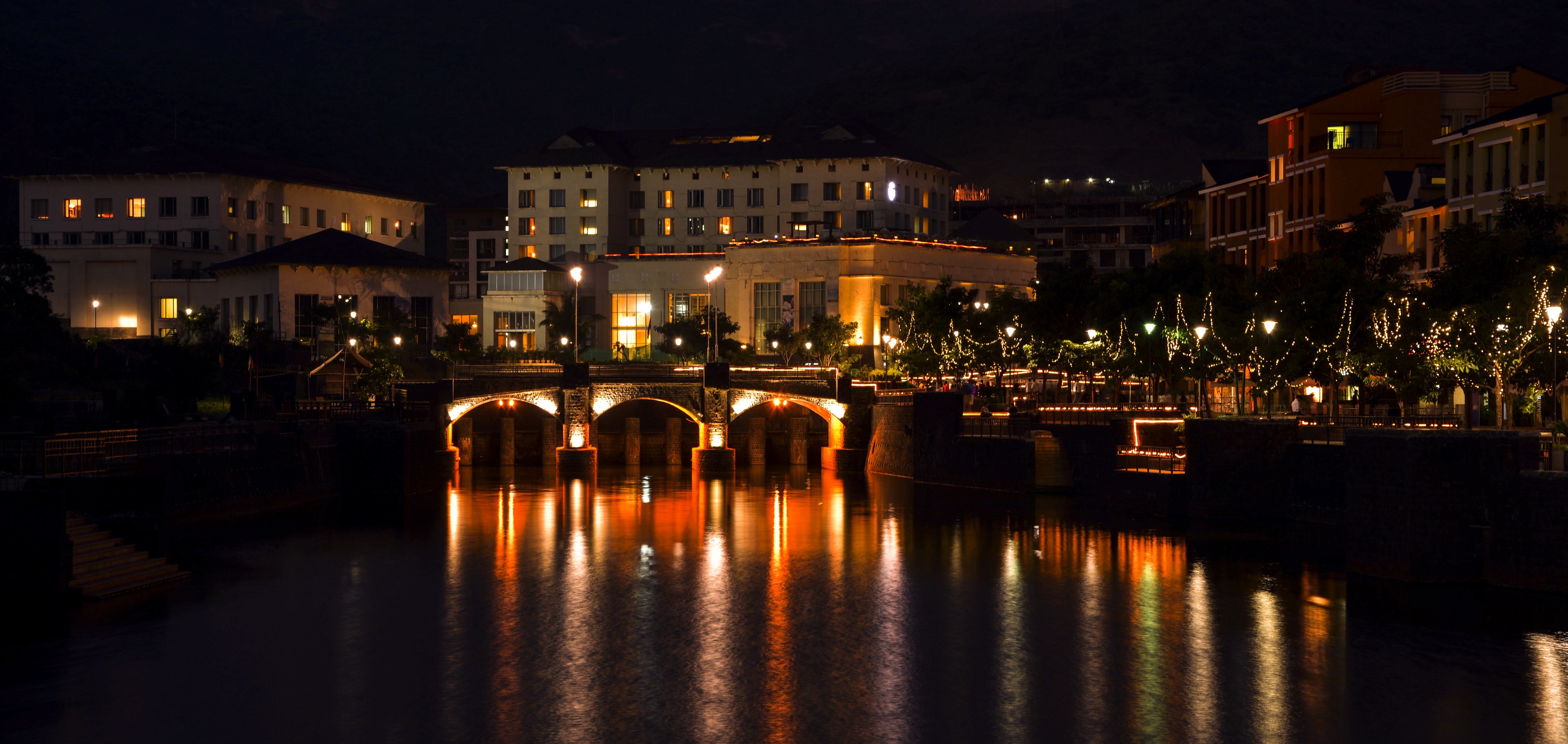
Нічна Лаваса